# 紐科姆島
紐科姆島（俄语：О́стров Нюко́мба）是俄羅斯的島嶼，屬於法蘭士約瑟夫地群島的一部分，位於昌普島以南12的巴倫支海，由西北部联邦管区的阿爾漢格爾斯克州負責管轄，長4.5公里、寬2.5公里，最高點海拔高度67米。

## 位置
紐科姆島位於法蘭士約瑟夫地群島中央部分以西6公里。

## 描述
與法蘭士約瑟夫地群島大部分的岩石島嶼不同的是：紐科姆島地勢平坦，最高點不超過67米；此外，雖然島的位置跟北極很近，但島上幾乎完全無冰，而其他的島嶼大多數是冰封的。在南部的部分有兩個岩石露頭41米和20米的高度，島嶼其餘部份覆蓋著沙子和鵝卵石。
紐科姆島的名稱是為了紀念美國天文學家、數學家和經濟學家，加拿大出生的西蒙·紐科姆（Simon Newcomb，又譯西蒙·紐康）。

## 來源
- 單張地圖的 U-40-XXXI,XXXII,XXXIII 馬克林托卡島. 比例：1 : 200 000. 1971年出版。

## 外部連結
- 紐科姆島的衛星圖片[永久] — archive.digitalglobe.com